# 武春心
武春心（越南语：／；1872年—？年），越南阮朝官員。

## 生平
武春心是寧平省安慶府金山縣回純總定向寨（今属寧平省金山縣回寧社）人，嗣德二十五年（1872年）出生。維新三年（1909年），參加河南場鄉試，考中舉人。維新七年（1913年），會試中格，庭試考中副榜。歷任東潮知縣、清水知縣、石室知縣。保大六年（1931年），調至北圻統使府任職。